# Liste der Monuments historiques in Passonfontaine
Die Liste der Monuments historiques in Passonfontaine führt die Monuments historiques in der französischen Gemeinde Passonfontaine auf.

## Liste der Immobilien
| Bezeichnung     | Beschreibung                      | Standort                  | Kennzeichnung | Schutzstatus | Datum | Bild           |
| --------------- | --------------------------------- | ------------------------- | ------------- | ------------ | ----- | -------------- |
| Maison Vernerey | Bauernhof, ab dem 16. Jahrhundert | 2 rue Saint Martin (Lage) | PA00101706    | Classé       | 1988  | weitere Bilder |

## Liste der Objekte
| Bezeichnung | Beschreibung          | Standort                       | Kennzeichnung | Schutzstatus | Datum | Bild |
| ----------- | --------------------- | ------------------------------ | ------------- | ------------ | ----- | ---- |
| Glocke      | Bronze, 1649 gegossen | in der Kirche St-Martin (Lage) | PM25001202    | Classé       | 1942  |      |